# Ascoli Calcio 1898 FC 2025-2026
Questa voce raccoglie le informazioni riguardanti l'Ascoli Calcio 1898 FC nelle competizioni ufficiali della stagione 2025-2026.

## Divise e sponsor
Il Main Sponsor per la stagione 2025-2026, è Bricofer Group, mentre lo sponsor tecnico è Kappa.

## Organigramma societario
Dal sito internet ufficiale della società.
Consiglio di amministrazione
- Presidente: Bernardino Passeri

Area Organizzativa
- Direttore sportivo: Matteo Patti
- Segretario generale: Marco Maria Marcolini
- Segretario sportivo: Mirko Evangelista
- Responsabile comunicazione e Ufficio Stampa: Valeria Lolli
- Social Media Manager: Marco Sabatucci
- Coordinatore Area Marketing: Leonardo Fontana
- Ticketing Manager: Fabio Monopoli
- Responsabile Settore Giovanile: Antonino Nosdeo
- Coordinatore Organizzativo Settore Giovanile: Gianmarco Marucchi
- Amministrazione: Grazia Maria Di Silvestre, Gaia Gaspari
- Magazzinieri: Emidio Alessi, Mauro Angelozzi, Gaetano Camaioni, Alessandro Giacobbi

Staff tecnico
- Direttore sportivo: Matteo Patti
- Allenatore: Francesco Tomei
- Allenatore in seconda: Giuseppe Agostinone
- Collaboratore Tecnico: Antonio Gentile
- Preparatore dei portieri: Antonio Clementelli
- Preparatore atletico responsabile: Stefano Valentini
- Match Analyst: Fabio De Felice

Area medica
- Responsabile sanitario: Siriano Cordoni
- Medici Sociali: Renzo Mandozzi
- Fisioterapisti: Matteo De Rubertis, Emiliano Di Luigi, Andrea Santori
- Recupero infortunati: Vincenzo Paradisi

## Rosa
| N. |                         | Ruolo | Calciatore        |
| -- | ----------------------- | ----- | ----------------- |
| 1  | Italia (bandiera)       | P     | Samuele Vitale    |
| 3  | Italia (bandiera)       | D     | Manuel Nicoletti  |
| 4  | Italia (bandiera)       | C     | Gianluca Carpani  |
| 5  | Argentina (bandiera)    | D     | Marcos Curado     |
| 6  | Albania (bandiera)      | C     | Emanuele Ndoj     |
| 7  | Italia (bandiera)       | A     | Andrea Silipo     |
| 8  | Italia (bandiera)       | A     | Enrico Oviszach   |
| 12 | Italia (bandiera)       | P     | Matteo Raffaelli  |
| 13 | Italia (bandiera)       | D     | Mattia Piermarini |
| 14 | Italia (bandiera)       | D     | Lorenzo Cosimi    |
| 15 | Italia (bandiera)       | A     | Simone D'Uffizi   |
| 16 | Burkina Faso (bandiera) | C     | Abdoul Guiebre    |
| 17 | Italia (bandiera)       | A     | Mattia Gagliardi  |
| 18 | Italia (bandiera)       | A     | Simone Corazza    |

| N. |                   | Ruolo | Calciatore             |
| -- | ----------------- | ----- | ---------------------- |
| 19 | Italia (bandiera) | D     | Damiano Menna          |
| 20 | Italia (bandiera) | C     | Kevin Gorica           |
| 22 | Italia (bandiera) | P     | Davide Barosi          |
| 23 | Italia (bandiera) | D     | Manuel Alagna          |
| 24 | Italia (bandiera) | C     | Augusto Bando          |
| 25 | Italia (bandiera) | C     | Yehiya Maiga Silvestri |
| 26 | Italia (bandiera) | A     | Filippo Palazzino      |
| 27 | Italia (bandiera) | D     | Francesco Cozzoli      |
| 29 | Italia (bandiera) | C     | Francesco De Witt      |
| 30 | Ghana (bandiera)  | C     | Moses Odjer            |
| 33 | Italia (bandiera) | D     | Nicholas Rizzo         |
| 66 | Italia (bandiera) | D     | Andrea Caucci          |
|    | Italia (bandiera) | C     | Luca Lo Scalzo         |
|    | Italia (bandiera) | A     | Valerio Balducci       |

## Calciomercato

### Sessione estiva(dal 01/07 al 30/08)
| Acquisti         | Acquisti          | Acquisti            | Acquisti      |
| R.               | Nome              | da                  | Modalità      |
| ---------------- | ----------------- | ------------------- | ------------- |
| P                | Samuele Vitale    | Monopoli            | definitivo    |
| D                | Abdoul Guiebre    | Modena              | definitivo    |
| D                | Manuel Nicoletti  | AZ Picerno          | definitivo    |
| D                | Nicholas Rizzo    | Triestina           | definitivo    |
| C                | Emanuele Ndoj     | Latina              | definitivo    |
| A                | Enrico Oviszach   | Crotone             | definitivo    |
| Altre operazioni |                   |                     |               |
| R.               | Nome              | da                  | Modalità      |
| P                | Davide Barosi     | Trapani             | fine prestito |
| D                | Valerio Mantovani | Bari                | fine prestito |
| D                | Aljaz Tavcar      | Clodiense           | fine prestito |
| A                | Luigi Caccavo     | Caldiero            | fine prestito |
| A                | Filippo Palazzino | Guidonia Montecelio | fine prestito |
| A                | Alessio Re        | Recanatese          | fine prestito |

| Cessioni         | Cessioni           | Cessioni        | Cessioni      |
| R.               | Nome               | a               | Modalità      |
| ---------------- | ------------------ | --------------- | ------------- |
| D                | Valerio Mantovani  | Mantova         | definitivo    |
| D                | Claud Adjapong     | Potenza         | definitivo    |
| D                | Riccardo Gagliolo  |                 | svincolato    |
| D                | Emanuele Maurizii  |                 | svincolato    |
| D                | Robert Toma        | Guidonia        | definitivo    |
| C                | Luca Baldassin     |                 | svincolato    |
| C                | Ivan Varone        | Salernitana     | definitivo    |
| A                | Francesco Forte    | Catania         | prestito      |
| Altre operazioni |                    |                 |               |
| R.               | Nome               | a               | Modalità      |
| P                | Alessandro Livieri | Pisa            | fine prestito |
| D                | Francesco D'Amore  | Juve Stabia     | fine prestito |
| D                | Aljaz Tavcar       | L’Aquila        | prestito      |
| C                | Marco Bertini      | Lazio           | fine prestito |
| C                | Luca Tremolada     | Modena          | fine prestito |
| A                | Luigi Caccavo      | Lumezzane       | definitivo    |
| A                | Jonathan Ciabuschi | Atletico Ascoli | fine prestito |
| A                | Alessio Re         | Recanatese      | prestito      |
| A                | Davide Marsura     | Catania         | fine prestito |

## Risultati

### Coppa Italia Serie C

#### Turni eliminatori
| Pineto 17 agosto 2025, ore 21:00 CEST Primo turno eliminatorio | Pineto | – referto | Ascoli | Mimmo Pavone-Alessandro Mariani |

## Statistiche

### Statistiche di squadra
Statistiche aggiornate al 28 luglio 2025
| Competizione         | Punti | In casa | In casa | In casa | In casa | In casa | In casa | In trasferta | In trasferta | In trasferta | In trasferta | In trasferta | In trasferta | Totale | Totale | Totale | Totale | Totale | Totale | DR |
| Competizione         | Punti | G       | V       | N       | P       | Gf      | Gs      | G            | V            | N            | P            | Gf           | Gs           | G      | V      | N      | P      | Gf     | Gs     | DR |
| -------------------- | ----- | ------- | ------- | ------- | ------- | ------- | ------- | ------------ | ------------ | ------------ | ------------ | ------------ | ------------ | ------ | ------ | ------ | ------ | ------ | ------ | -- |
| Serie C              | -     | -       | -       | -       | -       | -       | -       | -            | -            | -            | -            | -            | -            | -      | -      | -      | -      | -      | -      | -  |
| Coppa Italia Serie C | -     | -       | -       | -       | -       | -       | -       | -            | -            | -            | -            | -            | -            | -      | -      | -      | -      | -      | -      | -  |
| Totale               | -     | -       | -       | -       | -       | -       | -       | -            | -            | -            | -            | -            | -            | -      | -      | -      | -      | -      | -      | -  |

### Andamento in campionato
| Giornata  | 1 | 2 | 3 | 4 | 5 | 6 | 7 | 8 | 9 | 10 | 11 | 12 | 13 | 14 | 15 | 16 | 17 | 18 | 19 | 20 | 21 | 22 | 23 | 24 | 25 | 26 | 27 | 28 | 29 | 30 | 31 | 32 | 33 | 34 | 35 | 36 | 37 | 38 |
| --------- | - | - | - | - | - | - | - | - | - | -- | -- | -- | -- | -- | -- | -- | -- | -- | -- | -- | -- | -- | -- | -- | -- | -- | -- | -- | -- | -- | -- | -- | -- | -- | -- | -- | -- | -- |
| Luogo     | C | T | C | T | C | T | C | T | C | T  | T  | C  | T  | C  | C  | T  | C  | T  | C  | T  | C  | T  | C  | T  | C  | T  | C  | T  | C  | C  | T  | C  | T  | T  | C  | T  | C  | T  |
| Risultato |   |   |   |   |   |   |   |   |   |    |    |    |    |    |    |    |    |    |    |    |    |    |    |    |    |    |    |    |    |    |    |    |    |    |    |    |    |    |
| Posizione |   |   |   |   |   |   |   |   |   |    |    |    |    |    |    |    |    |    |    |    |    |    |    |    |    |    |    |    |    |    |    |    |    |    |    |    |    |    |

Fonte: Lega Pro
Legenda:

Luogo: N = Campo neutro; C = Casa; T = Trasferta. Risultato: V = Vittoria; N = Pareggio; S = Sconfitta.
- = Turno di riposo.